# Chirighiță cu aripi albe

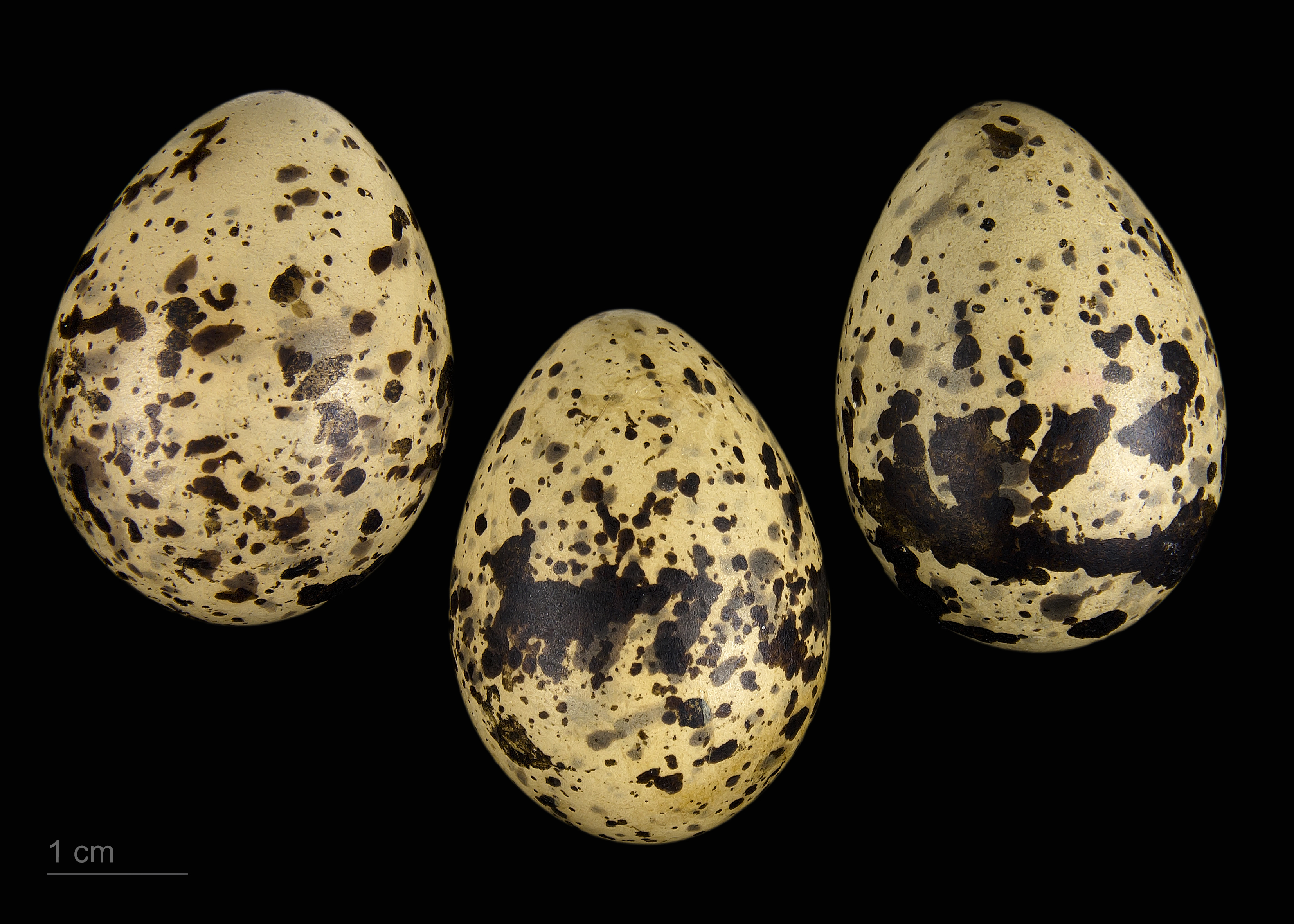
Chlidonias leucopterus - MHNT

Chirighița cu aripi albe (Chlidonias leucopterus) este o pasăre acvatică migratoare din familia laridelor (Laridae), subfamilia sterninelor (Sterninae), care cuibărește în estul Europei, Siberia, Transbaikalia și Mongolia până în sud-estul Rusiei (Priamurie) și nord-estul Chinei. În Europa de Vest apare numai cu populații sporadice. Iernează în Africa, sudul Asiei, Noua Guinee, Australia și Noua Zeelandă. În România este o pasăre de vară relativ rară care cuibărește în populații sporadice, mai ales în Delta Dunării și în zona bălților din lungul râurilor. Populația cuibăritoare din România este mică, între 100 și 300 de perechi. În Republica Moldova cuibărește mai ales în sud pe lacuri, iazuri, lunci, bălți, populația cuibăritoare  din Republica Moldova nu a fost estimată. În România sosește în teritoriile de cuibărire în luna aprilie și pleacă din acestea în iunie-august. Se întâlnește pe lacuri, mlaștini cu apă stătătoare, râuri, zone inundate și pe suprafețele de apă înconjurate cu stuf, rogoz sau alte plante acvatice. De obicei evită crescătoriile de pești și terenurile agricole inundate (orezării).
Este cea mai mică chirighiță. Are o lungime de 23-27 cm și o greutate de 42-79 g; anvergura aripilor 58-67 cm. Sexele foarte greu de distins după penaj. Ciocul negru-roșcat este foarte puternic și foarte ascuțit. Picioarele sunt roșii aprins, membranele înotătoare adânc scobite. Irisul brun închis. Coada numai slab bifurcată. Adultul în penaj de vară are capul, spatele anterior și partea ventrală până la picioare negru întunecate.  Târtița, coadă și tectricele subcodale albe. Partea superioară a aripii cenușie, cu tectricele supraalare mici și mijlocii albe; parte inferioară a aripii cenușiu-deschisă, toate tectricele subalare negre. Adultul în penaj de iarnă are partea superioară și coada alb-cenușii, în timp ce partea inferioară este albă; în partea anterioară a ochiului are o mică pată întunecată; capul cu striuri negre; încheietura aripii albă. Juvenilul are coada cenușie, devine albă numai în al 3-lea an; spatele negru-brun cu dungi brun-ruginii deschis.
Atinge maturitatea sexuală la doi ani. Cuibul, format din diferite resturi vegetale, are forma unei mici adâncituri situate pe o moviliță de vegetație plutitoare la 30-120 cm deasupra nivelului apei. Preferă pentru clocit apele liniștite puțin adânci. Cuibărește în colonii mici de câte 20-40 de perechi (până la 100 de perechi), deseori în colonii cu alte specii. Cuiburile sunt amplasate la distanțe mari unele de altele, uneori ajungându-se până la 10-30 m. De la sfârșitul lunii mai până la mijlocul lunii iunie, femela depune ponta, perioada de depunere a ouălor fiind în funcție de condițiile climatice și hidrologice ale anului respectiv. De regulă, își păstrează an de an aceleași zone pentru cuibărit, însă se poate instala și în colonii de chirighiță neagră, în care n-a clocit în anul precedent. Femela depune, de obicei, 2-3 ouă, rareori 4, pe care le clocește timp de 18-22 zile, fiind înlocuită de mascul când pleacă de pe cuib. Are o singură pontă pe an. Puii părăsesc cuibul la 2-3 zile de la eclozare și se ascund în vegetația din apropierea cuibului. Devin capabili de zbor în 20-25 de zile, în tot acest timp fiind îngrijiți de către ambii părinți.
Hrana este formată din animale mici acvatice și terestre. Consumă predominant insecte acvatice (diptere, libelulele și gândaci) sau alte insecte terestre. De asemenea, din hrana sa fac parte și diverse alte nevertebrate, pești de talie mică și chiar mormoloci. Se hrănește în cârduri foarte mari, iar în timpul migrației sau în cartierele de iernare aceste cârduri pot ajunge la câteva zeci de mii de exemplare. Prinde prada de la suprafața apei și nu se scufundă. 

## Deplasările sezoniere
Chirighița cu aripi albe este o pasăre migratoare. Populațiile din Europa și vestul Asiei părăsesc locurile de cuibărit de la sfârșitul lui iulie până la sfârșitul lui august și iernează în principal în Africa. Cârduri mari trec prin partea estică a Mării Azov la sfârșitul lui august și prin estul Mării Mediterane în august-septembrie; migrează în număr mic prin largul coastelor vestice ale Mediteranei, dar specia este numeroasă în Senegal în septembrie. Câteva iernează sporadic pe coastele Mării Negre. Numai indivizi ocazionali au fost raportați din când în când în timpul iernii în Europa, de ex. în Spania, însă în Maroc s-au găsit frecvent cârduri mici care iernau aici. Iarna este o pasăre comună în estul Africii, în principal în interiorul continentului, uneori pe coaste. Primăvara, cârduri mari trec prin estul Mării Mediterane, iar un număr mare trece prin nordul Mării Roșii; în nordul Golfului Aqaba au fost văzuți circa 20.000 de indivizi într-o după-amiază din 1984 și un total de 81.000 de indivizi în decursul a cinci zile în 1990.
Populațiile cuibăritoare din centrul și estul Asiei iernează în Birmania și sud-estul Chinei, mai la sud în Indonezia și Indochina până în Australia și Noua Zeelandă; păsările care iernează pe coastele Golfului Persic, în Pakistan, Sri Lanka și în alte părți din nordul Oceanului Indian pot proveni din aceste populații. Este raportată din ce în ce mai des că iernează în număr mic în India și probabil a fost adesea omisă în trecut aici. Numai un număr mic iernează în Sri Lanka, unde chirighița cu obraz alb (Chlidonias hybrida) este mult mai numeroasă decât aceasta.
În Pacificul tropical este un vizitator neobișnuit în Palau și apare accidental în insulele Mariane. Un individ în penaj nupțial a fost înregistrat în Nauru (Micronezia) în martie - aprilie 2007, aceasta fiind prima înregistrare în această insulă, dar se presupune că ar fi fost prezentă aici din decembrie 2006. Apariții accidentale rare au fost înregistrate în estul Americii de Nord și Caraibe, și excepțional pe coasta vestică a SUA (California și Alaska) și în interiorul continentului (Indiana, Ontario și Manitoba); odată a fost înregistrată în America de Sud (în sudul Braziliei în noiembrie 2008).
Chirighița cu aripi albe este una dintre câteva specii palearctice cuibăritoare a căror fenologie din cartierele de iarnă din Africa de Sud s-a modificat recent din cauza schimbărilor climatice, păsările au plecat mai devreme din Africa de Sud în 2007-2012 față  de 1987-1991.

## Statutul și conservarea
Specia nu este amenințată cu dispariția la nivel global (LC – Least Concern după criteriile IUCN).
Este foarte rar întâlnită în centrul Europei, unde cuibărește rareori sau sporadic, dar este destul de comună în unele părți din estul Europei și centrul și estul Asiei; este foarte comună (numeroasă) în stepele din Kazahstan.
Populația globală este estimată la 3.100.000-4.000.000 indivizi.
Există dovezi că populația europeană (care mai înainte a fost  estimată la 200.000-510.000 de perechi, ocupând 50-74% din arealul global de reproducere) a scăzut cu până la 30% în decurs de zece ani, însă această scădere poate fi rezultatul unor deplasări ale populațiilor cuibăritoare. Estimarile după 2000 au arătat că populația europeană este mult mai mică, circa 66.600-173.000 de perechi cuibăritoare, ceea ce echivalează cu 133.000-347.000 de indivizi maturi. Cele mai mari subpopulații se află în Rusia (40.000-70.000 perechi), Ucraina (15.000-45.000 perechi), Bielorusia (8.000-30.000 perechi) și Azerbaidjan (3.000-10.000 perechi).
Populațiile cuibăritoare din România după datele actuale sunt mici, estimate între 100 și 300 de perechi. Populația cuibăritoare din Republica Moldova nu a fost estimată.
Începând cu anii 1990 arealul speciei în Europa s-a extins spre vest. Arealul inițial al speciei din Europa cuprindea zonele estice a granițelor dintre Polonia și Bielorusia și Polonia și Ucraina, și populații izolate în Polonia, Ungaria și România. Recent s-a observat că a început să cuibărească în Danemarca, Germania și Bulgaria, cu cel puțin două încercări nereușite de cuibărire în vestul Franței. În Polonia populația cuibăritoare s-a mărit progresiv de la câteva sute de perechi înainte de 1996 până la 12.000 de perechi în 2010.
Populațiile din Asia nu sunt considerate a fi în declin, iar populațiile care iernează în Africa se pare că se află în creștere. Este uneori observată că cuibărește în afara arealului de cuibărit principal. De exemplu, s-a confirmat recent că cuibărește în mai multe locuri din estul Turciei, după câteva decenii de speculații că această specie s-ar reproduce aici. A cuibărit în Algeria și o dată în Noua Zeelandă (în 1973/74).
Trendul populațional este în ansamblu stabil, deși pentru unele populații trendul este necunoscut.
În Europa mărimea populației este estimată a fi fluctuantă. Chiar dacă populațiile din România și Turcia au scăzut între 1990 și 2000, în restul Europei populațiile au rămas stabile.
Populația europeană estimată de perechi cuibăritoare.
| Țara (sau teritoriul) | Populația estimată (perechi cuibăritoare) | Anul estimării |
| --------------------- | ----------------------------------------- | -------------- |
| Armenia               | 0-10                                      | 2002-2012      |
| Azerbaidjan           | 3,000-10,000                              | 2014           |
| Bielorusia            | 8,000-30,000                              | 2000-2012      |
| Bulgaria              | 5-60                                      | 2005-2012      |
| Estonia               | 5-100                                     | 2008-2012      |
| Georgia               | Prezentă                                  |                |
| Germania              | 3-223                                     | 2005-2009      |
| Ungaria               | 30-4,500                                  | 2008-2012      |
| Italia                | 4                                         | 2007-2008      |
| Letonia               | 50-500                                    | 2012           |
| Lituania              | 200-500                                   | 2008-2012      |
| Macedonia             | 0                                         | 2001-2012      |
| Polonia               | 150-12,000                                | 2008-2010      |
| România               | 100-300                                   | 2008-2013      |
| Rusia                 | 40,000-70,000                             | 2004-2010      |
| Serbia                | 0-6                                       | 2008-2012      |
| Slovacia              | 0-20                                      | 2002           |
| Turcia                | 40-100                                    | 2013           |
| Ucraina               | 15,000-45,000                             | 2000           |
| Uniunea Europeană     | 550-18,200                                |                |
| Europa                | 66,600-173,000                            |                |

Principalele amenințări la adresa acestei specii în Europa sunt distrugerea habitatelor și regularizare apelor în zonele umede. În vestul arealului său european asanarea zonelor umede a dus la declinul populațiilor, iar la est în Rusia și în Ucraina sezonul secetos de cuibărit și numărul tot mai mare de rețele de drenare reprezintă o amenințare. În Polonia această specie este amenințată de activitățile recreative care cauzează perturbări a populațiilor. În România principalele amenințări sunt pierderea și alterarea habitatului, poluarea și gestionarea defectuoasă a apelor și perturbarea antropogenă. Această specie este susceptibilă la gripa aviară, și poate fi amenințată de viitoarele focare ale virusului. Eretele de stuf (Circus aeruginosus), cioară grivă (Corvus cornix) și cioara cu cioc mare (Corvus macrorhynchos), pescărușul sur (Larus canus) și nurca americană (Neovison vison) pot provoca daune pontelor și puilor. Multe cuiburi sunt distruse ca urmare a fluctuațiilor nivelului apelor.

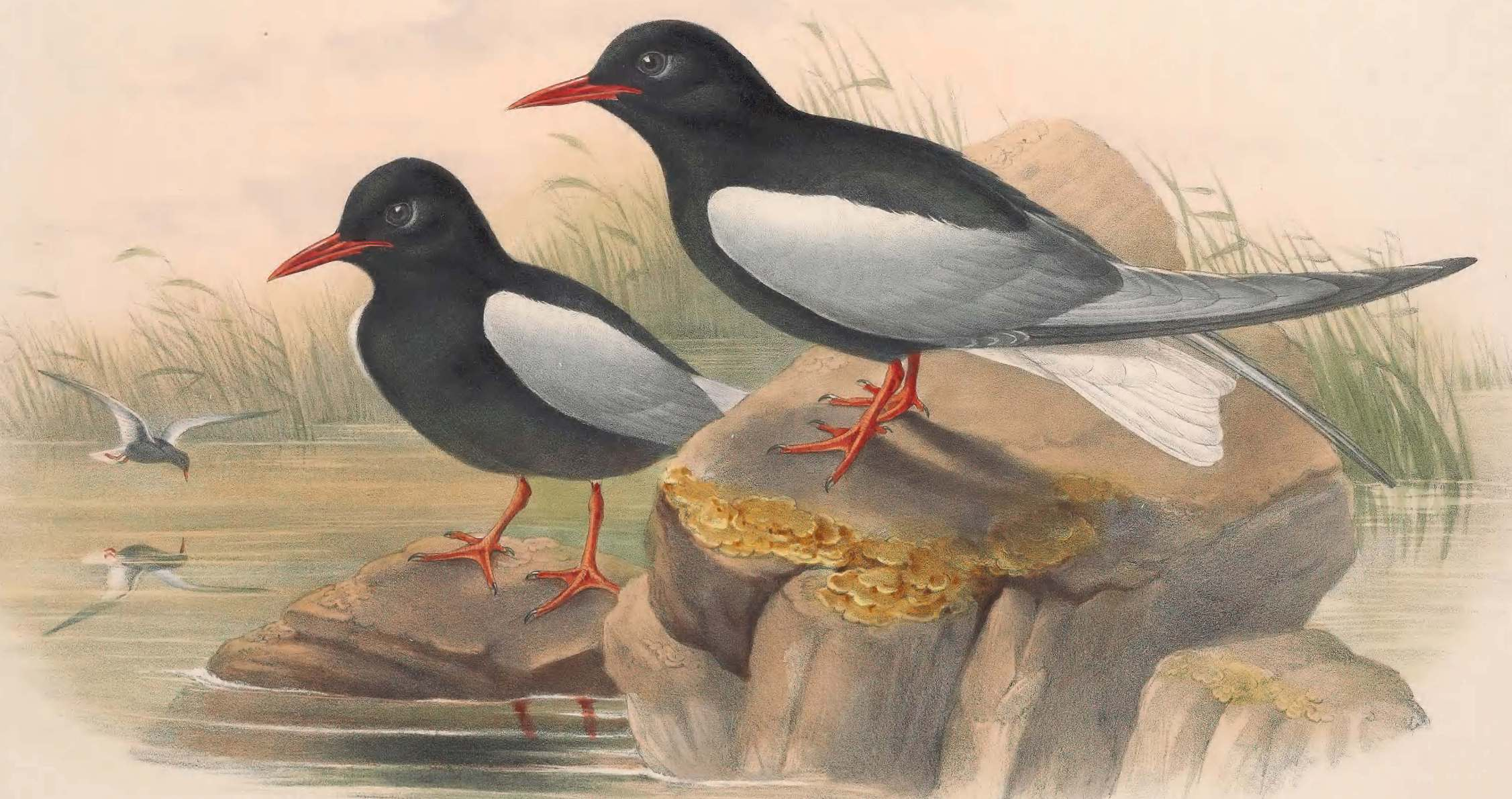
Chirighița cu aripi albe după John Gould (1873). Doi adulți în penaj de vară
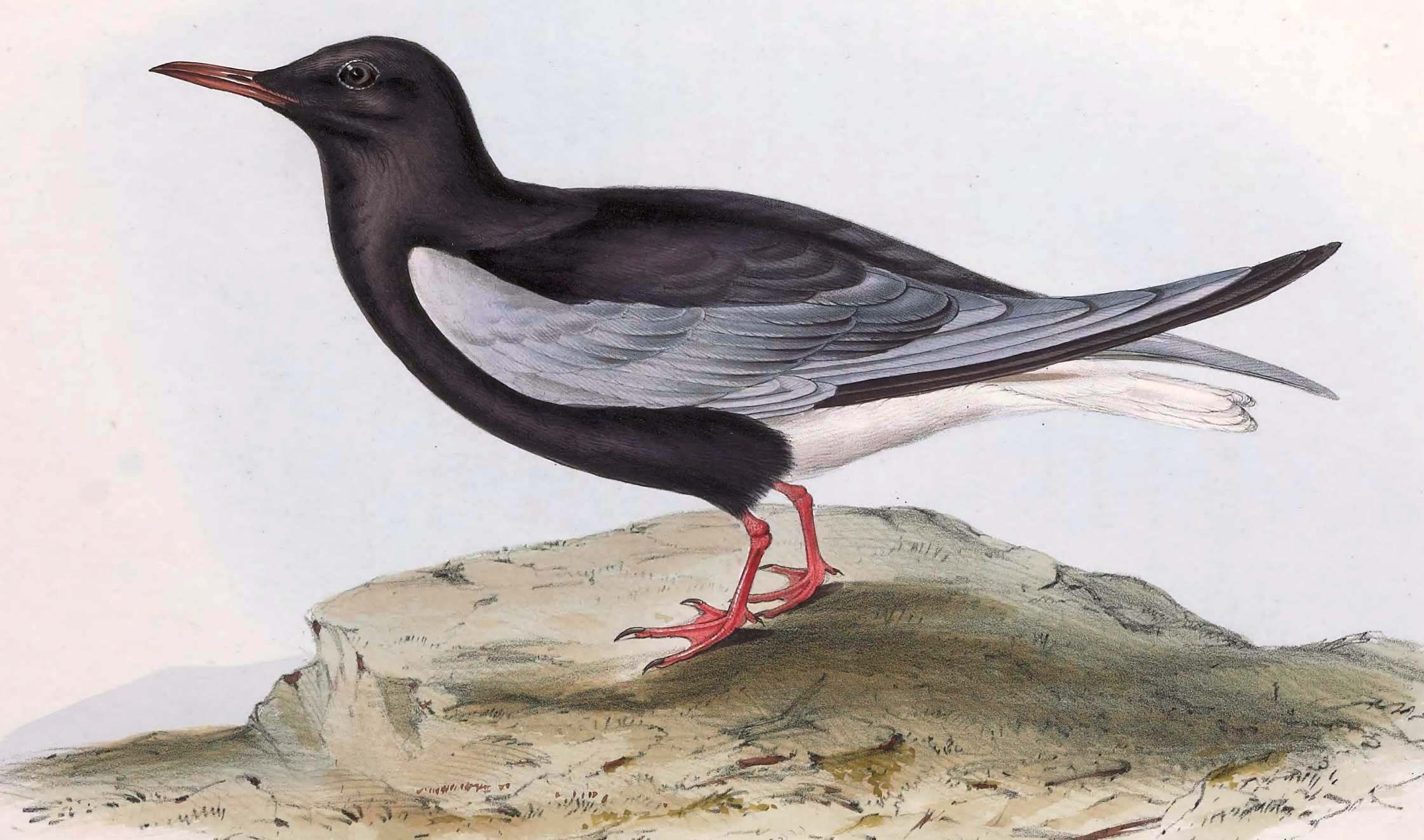
Chirighița cu aripi albe după John Gould (1837). Adult în penaj de vară
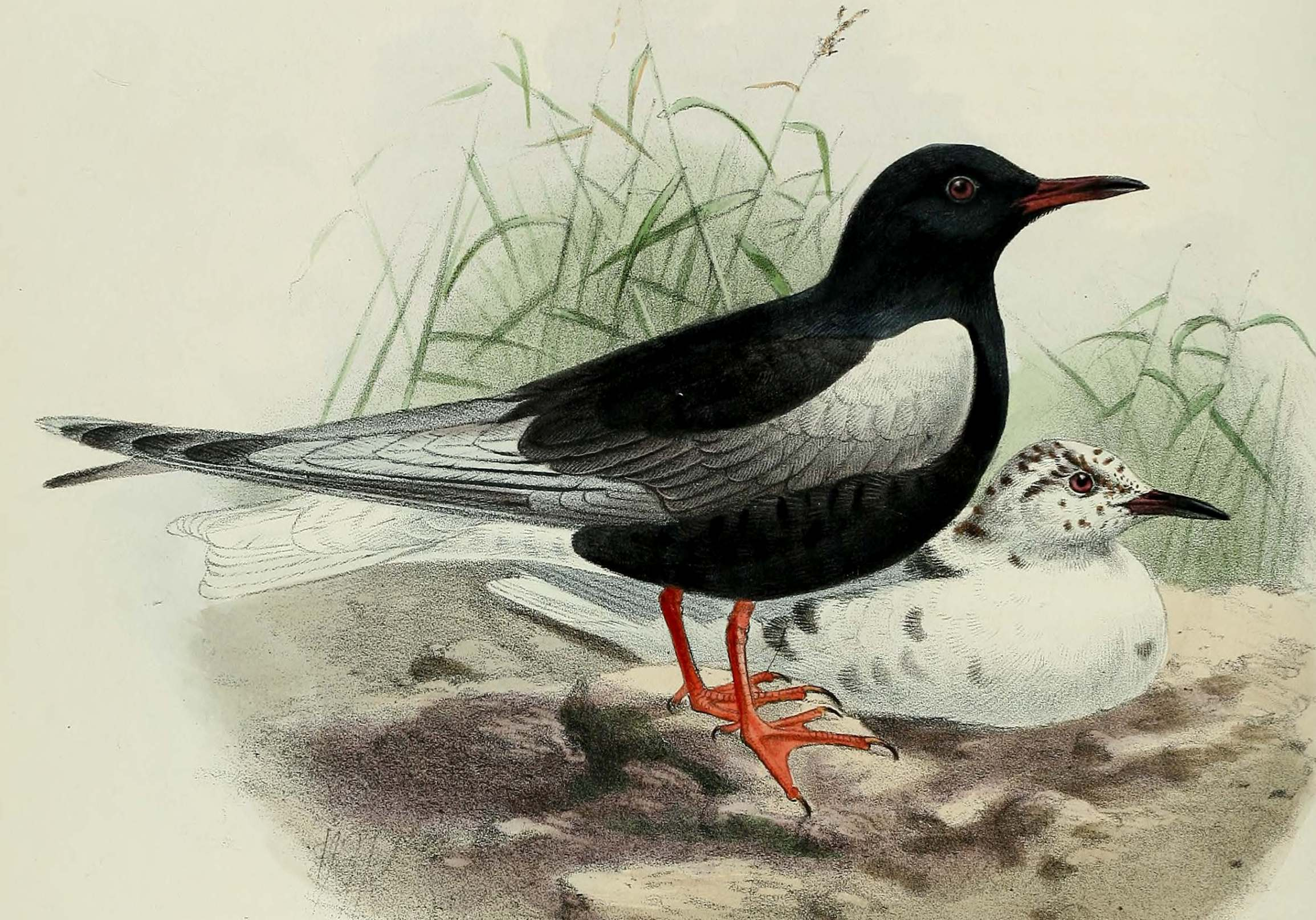
Chirighița cu aripi albe după Dresser(1871). În față masculul adult în penaj de vară. În spate femela adultă în penaj de iarnă
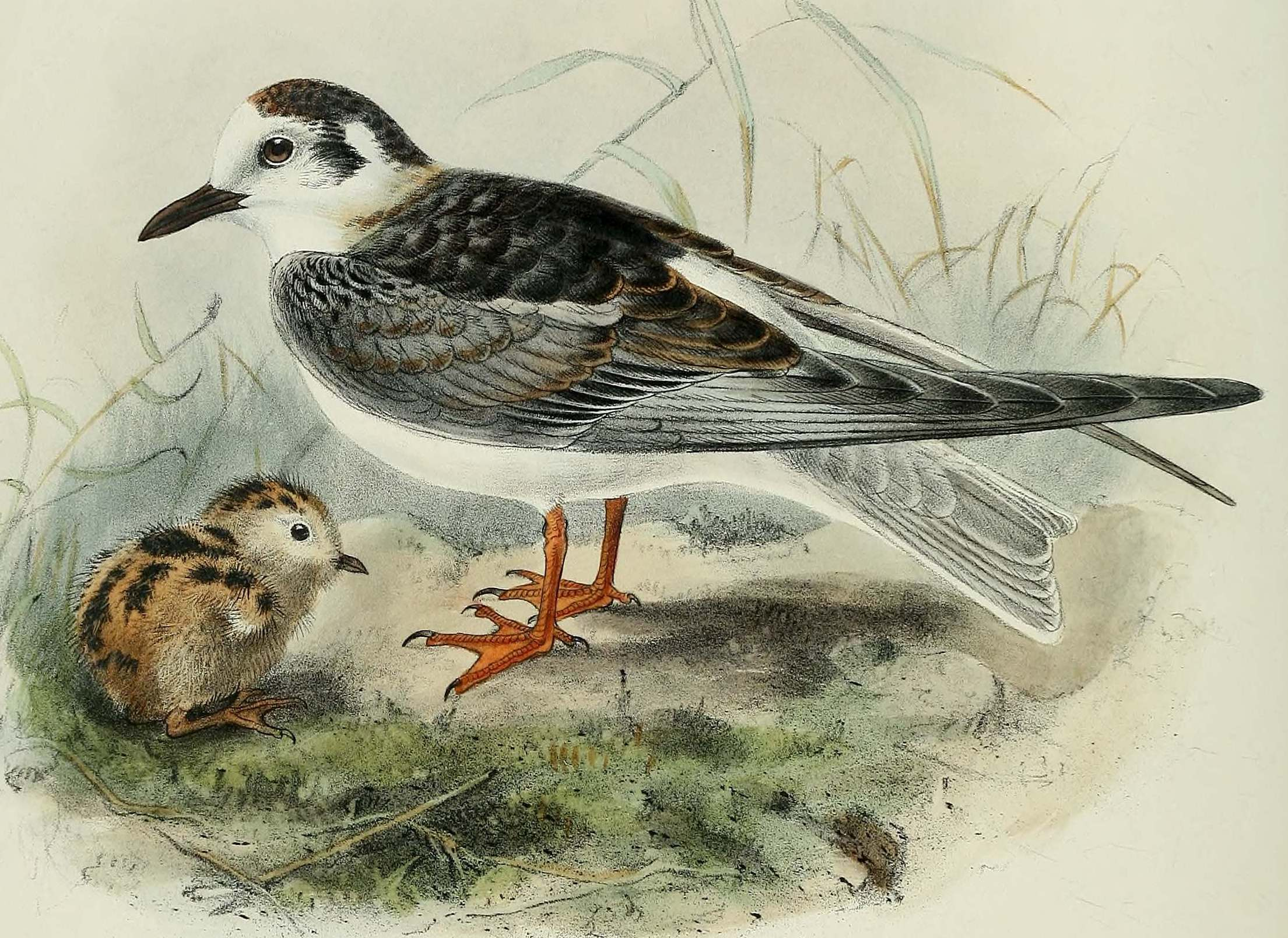
Chirighița cu aripi albe după Dresser(1871). Juvenil de un an, în stânga un pui acoperit cu puf.
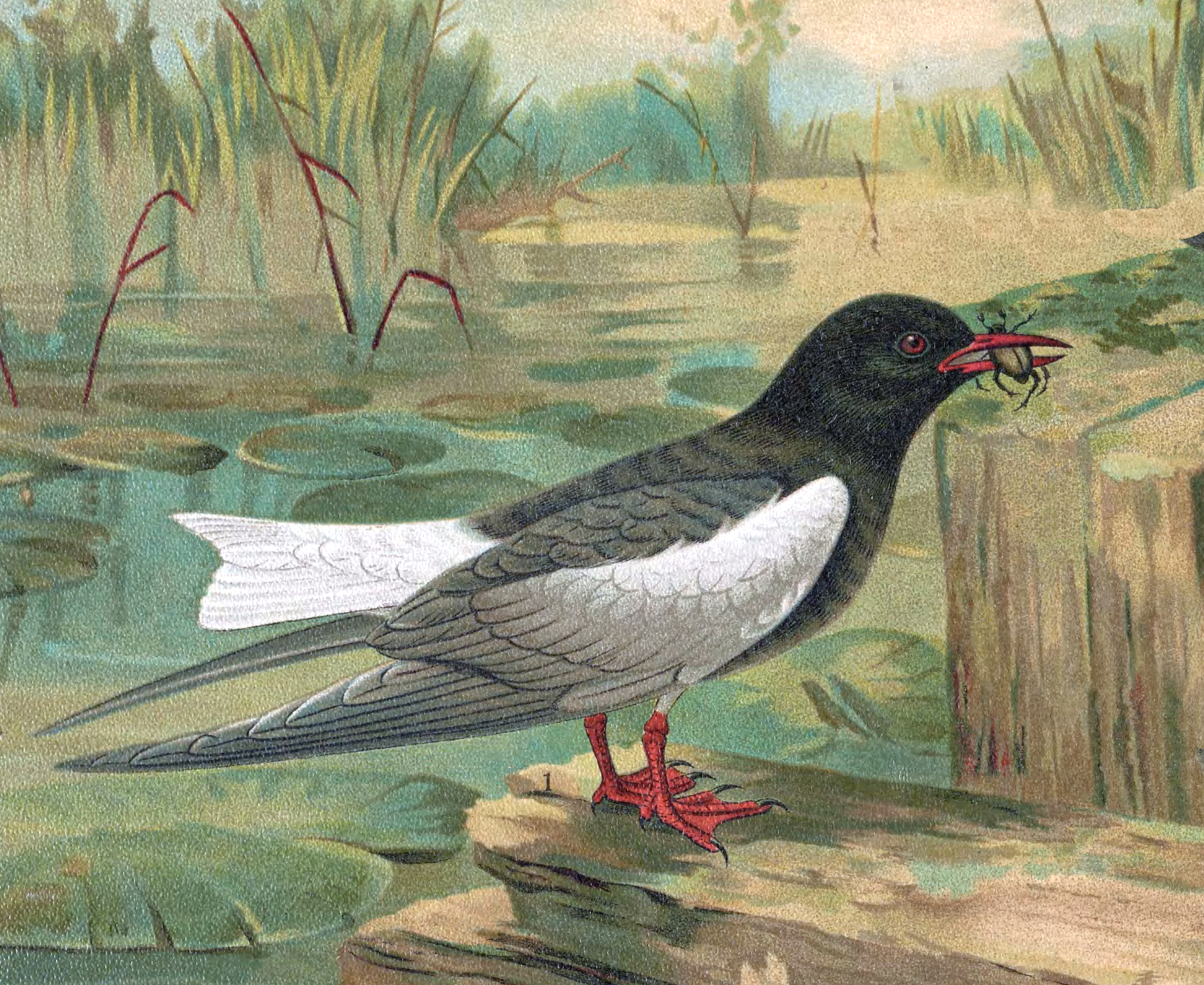
Chirighița cu aripi albe după Naumann(1885-1897). Adult în penaj de vară.
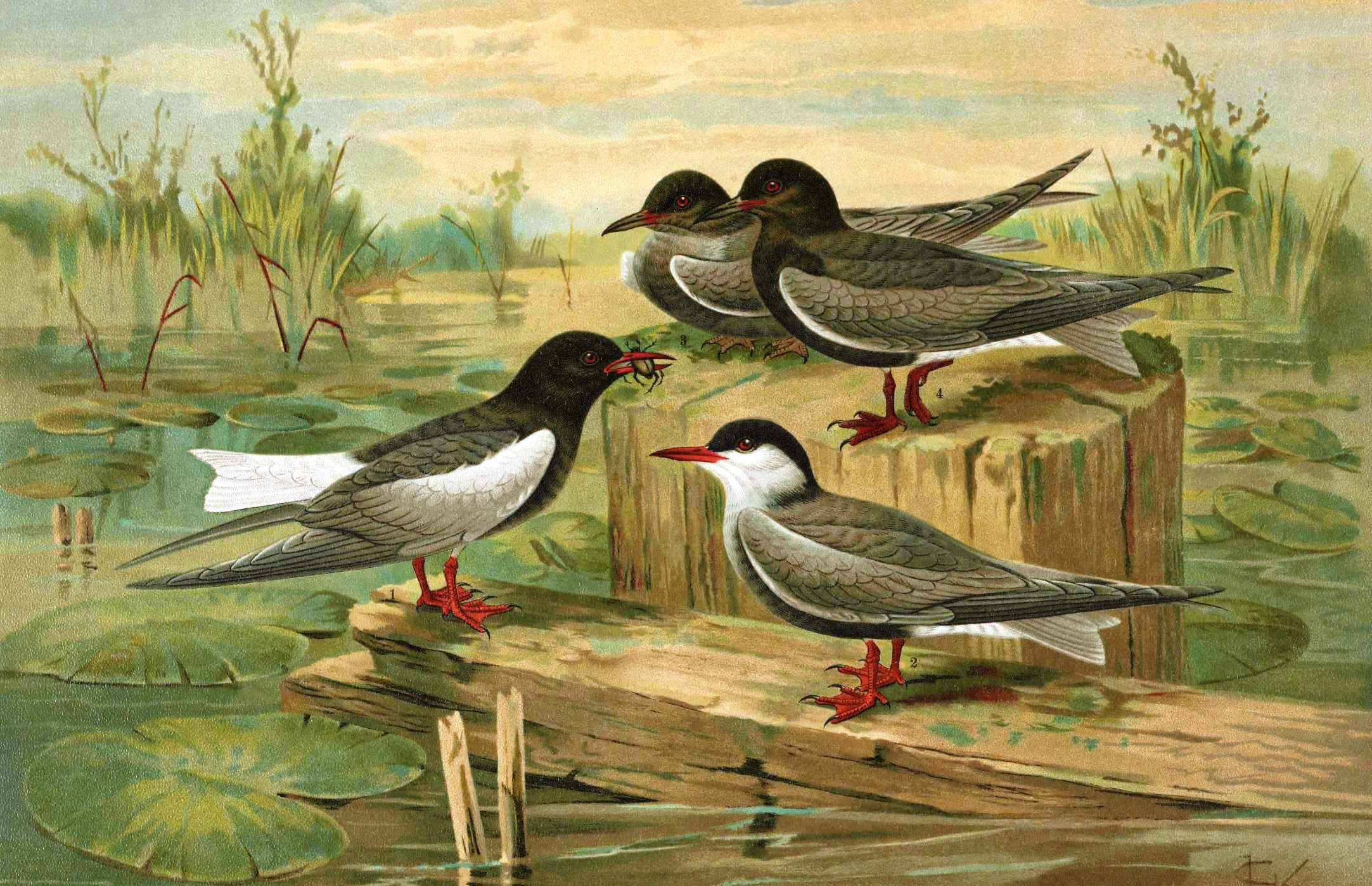
Chirighița cu aripi albe după Naumann (1885-1897). 1. Chirighiță cu aripi albe (Chlidonias leucopterus). - Adult în penaj de vară; 2. Chirighiță cu obraz alb (Chlidonias hybrida). - Adult în penaj de vară; 3. Chirighiță neagră (Chlidonias niger). - Femelă adultă în penaj de vară; 4. Chirighiță neagră (Chlidonias niger). - Mascul adult în penaj de vară
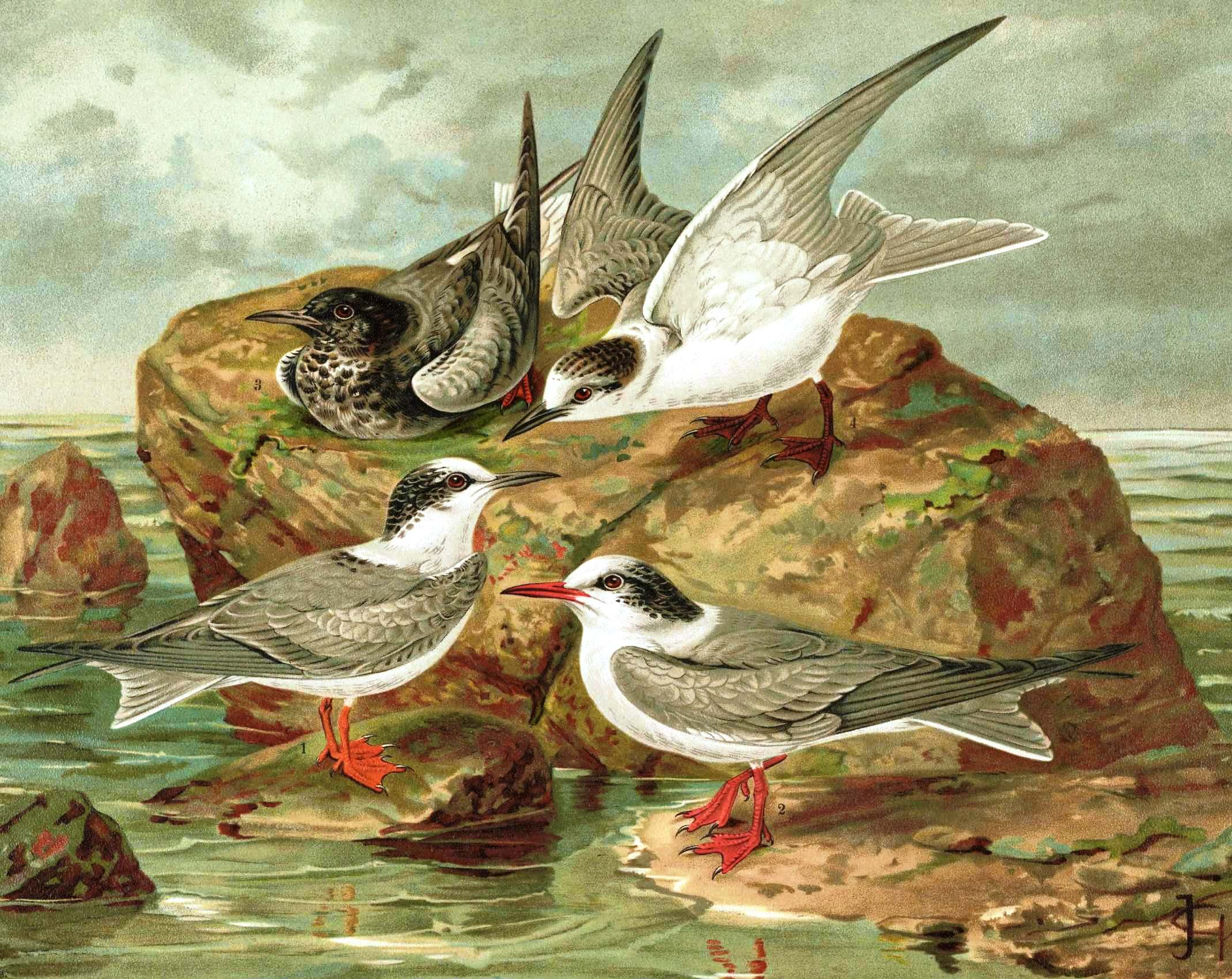
Chirighița cu aripi albe după Naumann (1885-1897). 1. Chirighiță cu aripi albe (Chlidonias leucopterus) - Adult în penaj de iarnă; 2. Chirighiță cu obraz alb (Chlidonias hybrida) - Adult în penaj de iarnă; 3. Chirighiță cu aripi albe (Chlidonias leucopterus) - Adult în penaj de tranziţie între cel de iarnă și cel de vară; 4. Chirighiță neagră (Chlidonias niger) - Adult în penaj de iarnă.
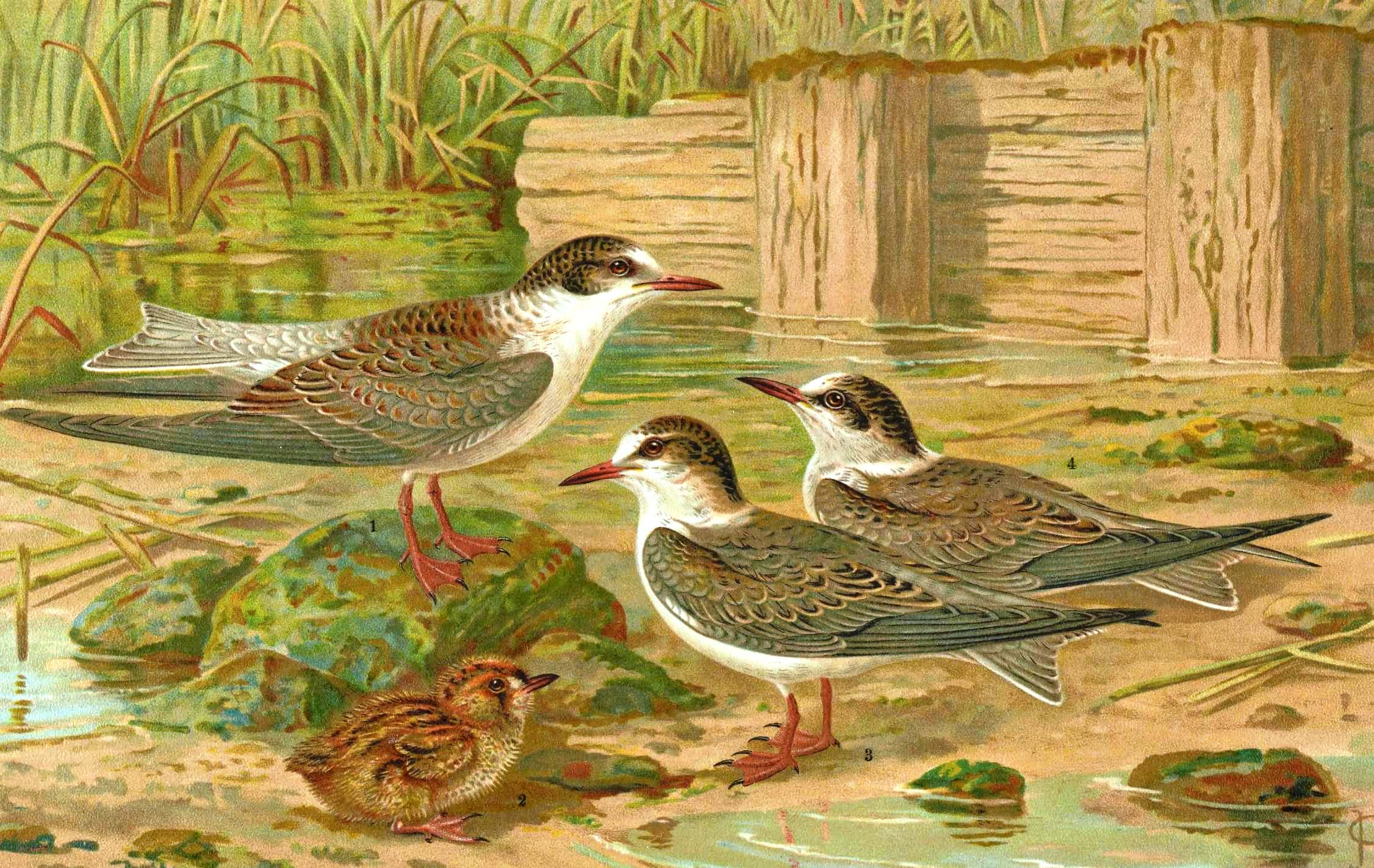
Chirighița cu aripi albe după Naumann (1885-1897). 1. Chirighiță cu obraz alb (Chlidonias hybrida) - Juvenil; 2. Chirighiță cu obraz alb (Chlidonias hybrida) – Pui acoperit cu puf; 3. Chirighiță cu aripi albe (Chlidonias leucopterus) - Juvenil; 4. Chirighiță neagră (Chlidonias niger) - Juvenil.
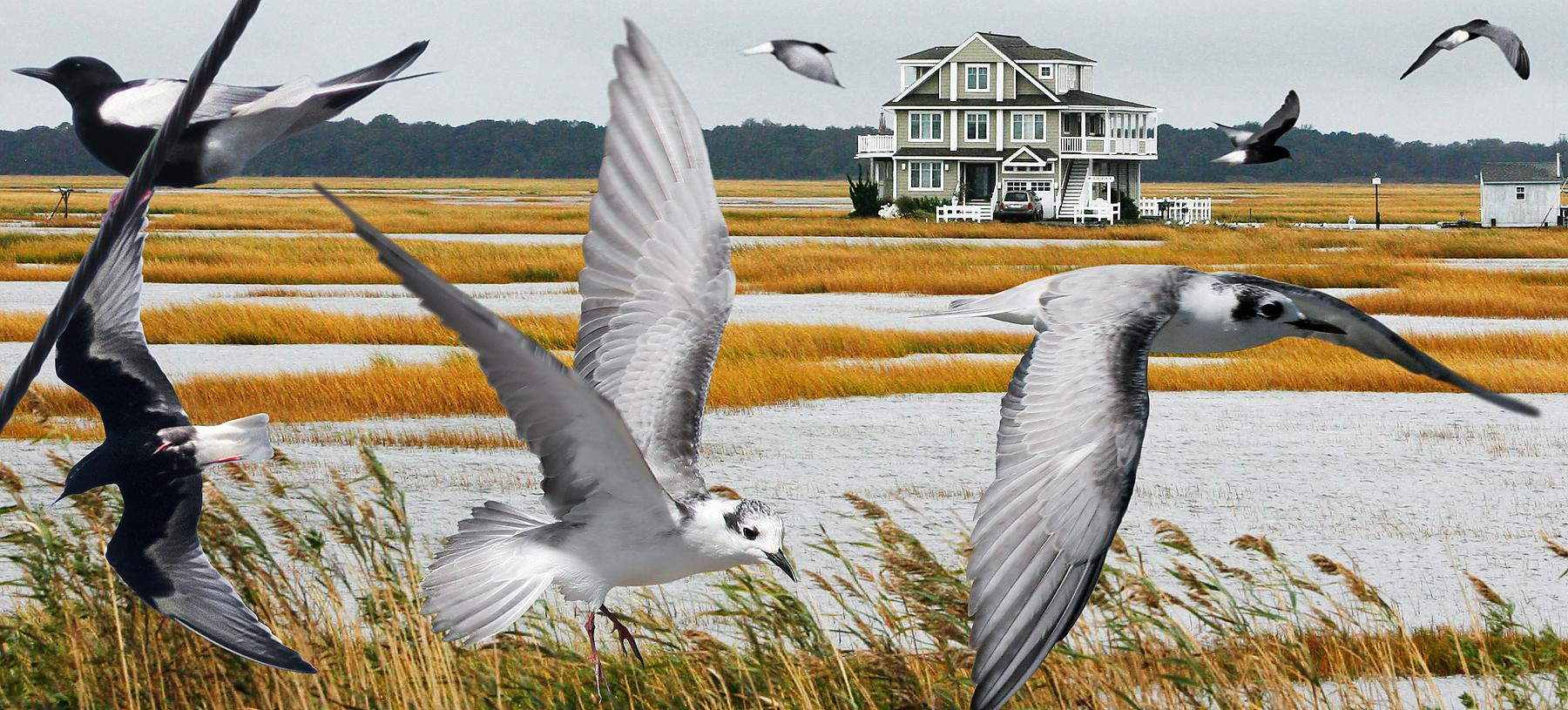
Chirighița cu aripi albe după The Crossley ID Guide Eastern Birds.[34] Adult în penaj de vară (în stânga). Adult în penaj de iarnă (în dreapta)
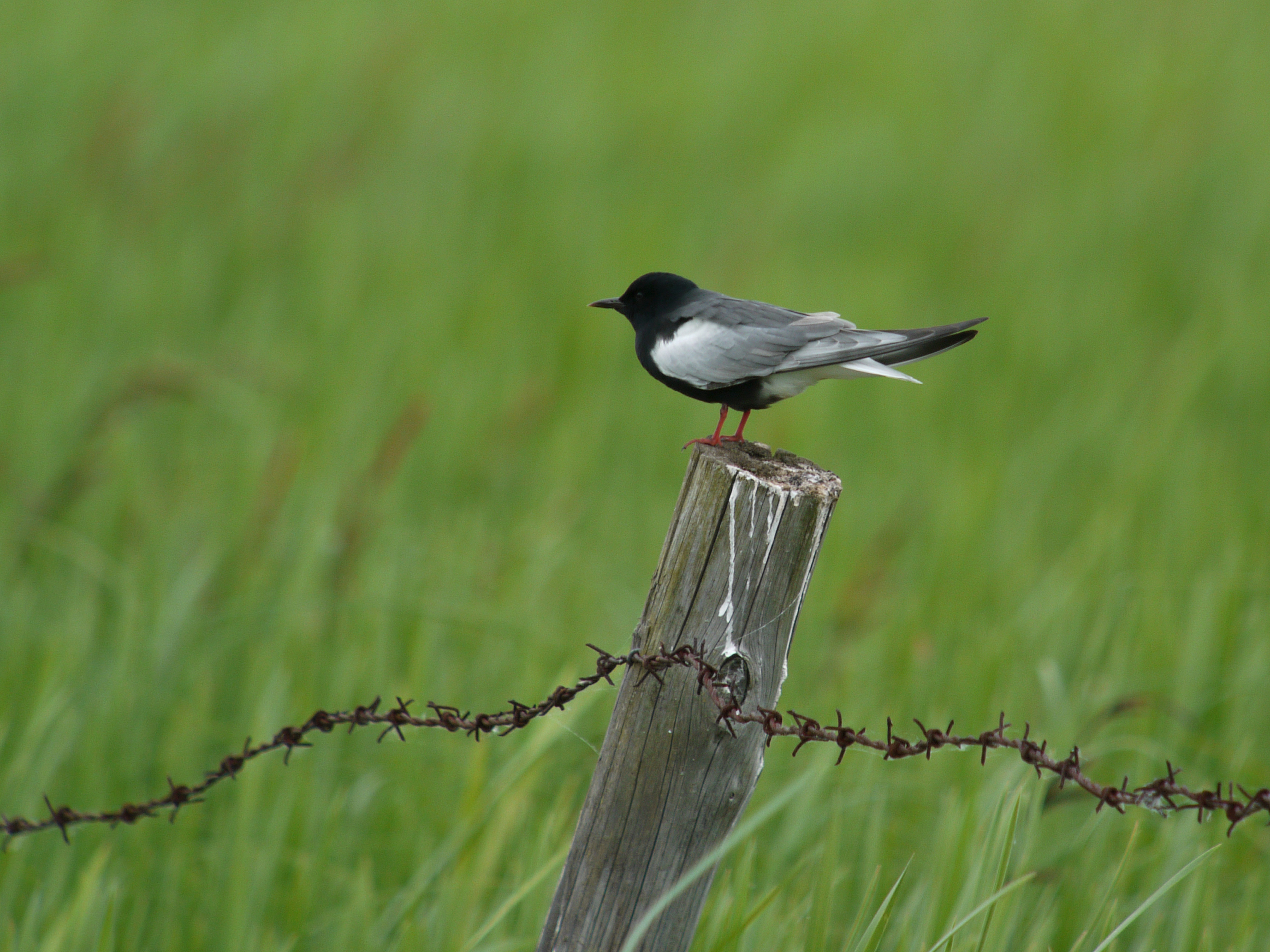
Chirighița cu aripi albe în Polonia
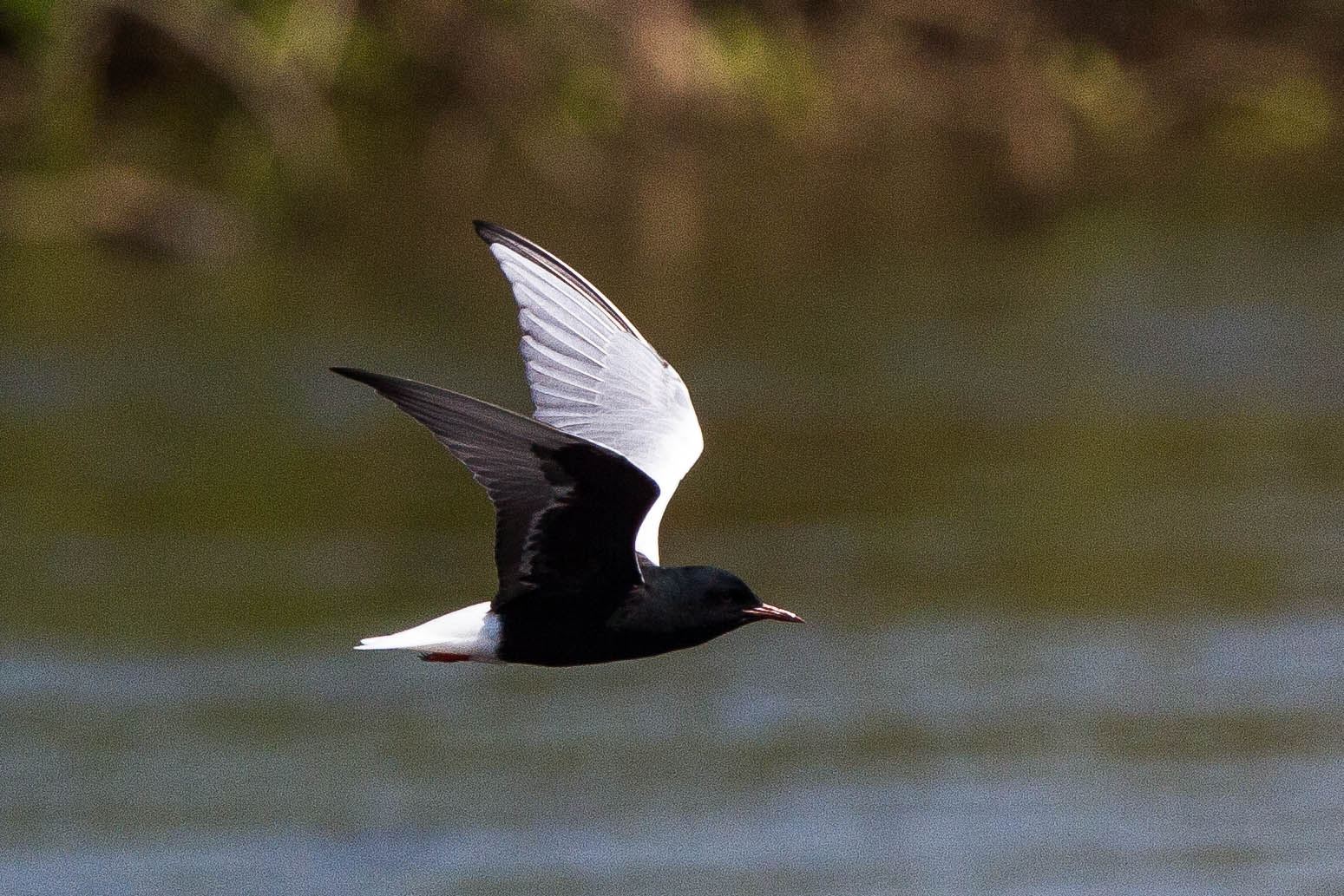
Chirighița cu aripi albe în zbor